# 임곡역
임곡역(Imgok station, 林谷驛)은 광주광역시 광산구 임곡동에 있는 호남선의 철도역이다. 역 구내에 컨테이너 야드가 있으나, 2015년부터 화물 취급을 중지하였다.

## 연혁
- 1914년 1월 11일 : 배치간이역으로 영업 개시[1]
- 1915년 12월 1일 : 화물취급 개시[2]
- 1925년 10월 1일 : 보통역으로 승격
- 1931년 7월 28일 : 운전정리상 간이역으로 격하
- 1933년 4월 1일 : 보통역으로 승격
- 1987년 7월 9일 : 현재의 역사 준공
- 1987년 8월 27일 : 현재 역사로 역무 이전
- 1992년 6월 10일 : 소화물 취급 중지[3]
- 1993년 5월 1일 : 승차권 차내취급역으로 지정
- 1996년 9월 10일 : 컨테이너 하치장 준공
- 1996년 11월 14일 : 컨테이너 화물 수송개시
- 2001년 1월 19일 : 전산승차권발매기 설치 및 개통
- 2003년 1월 17일 : 전기연동장치에서 전자연동장치로 개량 및 기계실 건물(2층)신축
- 2004년 7월 16일 : 여객 취급 중지[4]
- 2014년 8월 1일 : 간이역으로 격하[5]
- 2015년 5월 29일 : 화물 취급 중지[6]